# Qinnan
Qinnan är ett stadsdistrikt och säte för stadsfullmäktige i Qinzhou i den autonoma regionen Guangxi i sydligaste Kina.